# Randolph M. Nesse

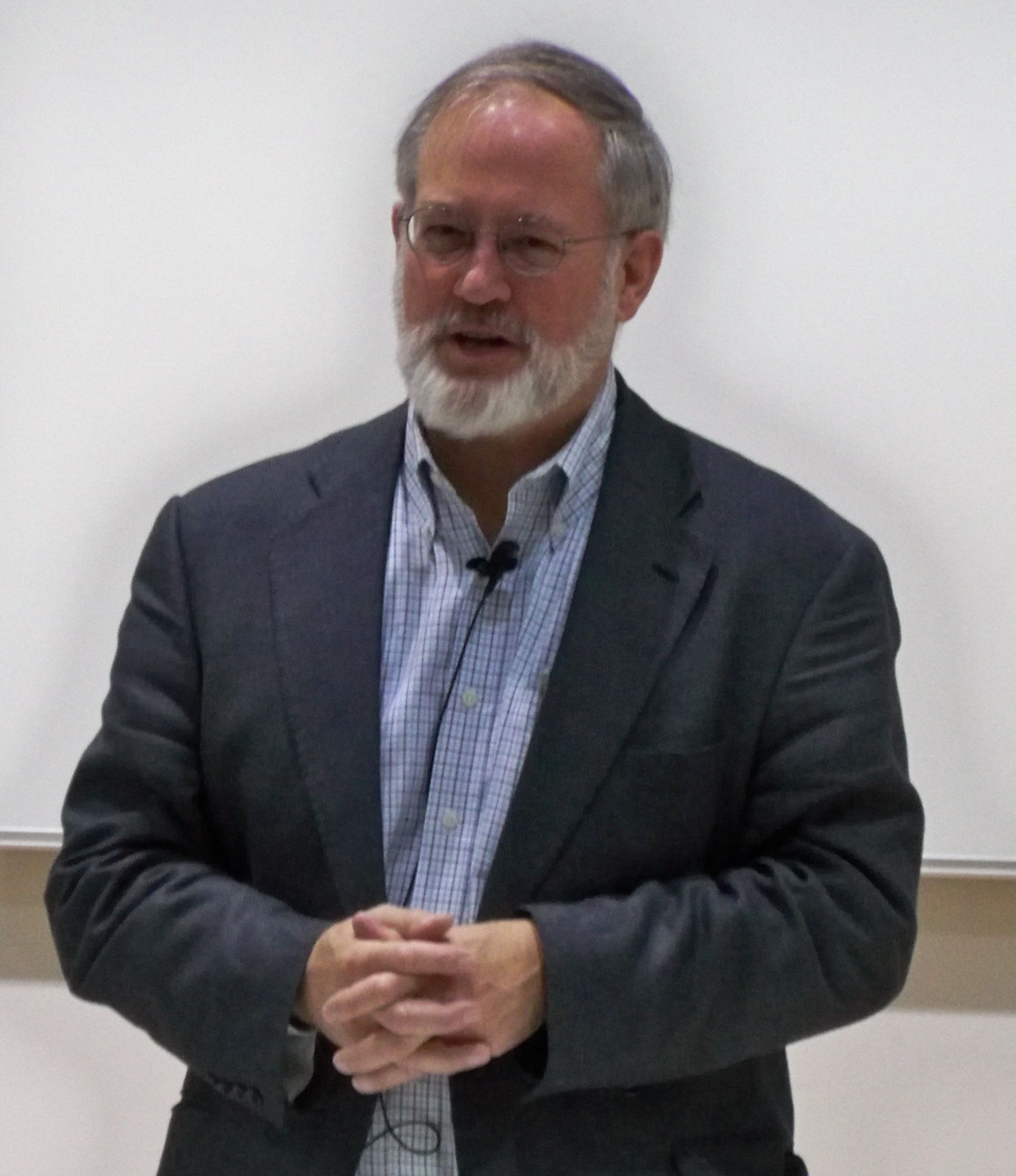
Randolph M. Nesse, 2011

Randolph Martin Nesse (* 1948) ist ein US-amerikanischer Mediziner und Evolutionsbiologe. Nesse ist bekannt durch seine Arbeiten auf dem Gebiet der Evolutionären Psychologie, Evolutionären Medizin und Medizintheorie.
Randolph M. Nesse ist Absolvent der University of Michigan Medical School. Er war Professor für Psychologie und Psychiatrie an derselben Universität sowie Professor am Institute of Social Research und Direktor des Evolution and Human Adaptation Program.
2014 wechselte Nesse nach Arizona als Direktor und Professor in das neu gegründete Center for Evolution, Medicine and Public Health.

## Veröffentlichungen (Auswahl)
- mit George C. Williams: Why we get sick. 1995; deutsch Warum wir krank werden. 1997.
- mit K. Berridge: Psychoactive drug use in evolutionary perspective. In: Science. Band 278, 1997, S. 63–66.
- mit George C. Williams: Evolution and Healing. The New Science of Darwinian Medicine. 1996.